# Inamorata (album)
Ne doit pas être confondu avec Inamorata (entreprise).
Albums de Poco
Ghost Town Legacy
Inamorata est le seizième album du groupe américain de country rock, Poco. Il sort en 1984 chez Atlantic Records.

## Liste des pistes
| 1.    | Days Gone By                | Paul Cotton  | 3:50 |
| 2.    | This Old Flame              | Reed Nielsen | 3:02 |
| 3.    | Daylight                    | Rusty Young  | 3:55 |
| 4.    | Odd Man Out                 | Paul Cotton  | 3:06 |
| 5.    | How Many Moons              | Paul Cotton  | 4:30 |
| 6.    | When You Love Someone       | Rusty Young  | 4:03 |
| 7.    | Brenda X                    | Paul Cotton  | 3:38 |
| 8.    | Standing in the Fire        | Paul Cotton  | 3:46 |
| 9.    | Save a Corner of Your Heart | Rusty Young  | 3:41 |
| 10.   | The Storm                   | Rusty Young  | 4:25 |
| 37:56 |                             |              |      |